# Край (Росія)

## Краї в1830-ті—1910-тіроки
Краї або окраїни Російської імперії — в період з XVIII століття по початок XX століття назви окраїнних територій  Російської імперії, що включали в себе губернії, або колишні  генерал-губернаторства або просто території.
- Привіслинський край — частина Польщі у складі Російської імперії; найзахідніша область європейської Росії.
- Остзейський, або Прибалтійський край з 3 губерніями:  Курляндською,  Ліфляндською і  Естляндською.
- Західний край — з 9 губерній в західній частині європейської Росії:
  - Північно-Західний край — з 6 білоруських і литовських губерній;
  - Південно-Західний край — з трьох  українських  губерній, приєднаних наприкінці XVIII століття від  Речі Посполитої:  Волинської,  Подільської і  Київської.
- Прикаспійський край — був створений в 1847 р.; з 1855 р. складався з двох частин:  Дербентської губернії і земель Північного і Нагірного Дагестану[1].
- Кавказький край.
- Закавказький край, якому належали: 1) Грузинська губернія, 2) Імеретія[ru] з  Мінгрелією, Гурією і Абхазією, 3) Мусульманські провінції, а саме: а) Карабаська, Ширванська і Шекінська, б) Дербентська, Бакинська і Кубинська; в) Талишське ханство[ru], 4) Вірменська область[2].
- Степовий край — генерал-губернаторство на території північно-східного Казахстану.
- Заїлійський край — ця гірська країна становила південну частину  Семиреченської області Російської імперії[3].
- Туркестанський край — генерал-губернаторство на території Західного Туркестану[ru].
- Приамурський край — території басейну річки Амур.
- Уссурійський край — приєднаний до Росії в 1858, на підставі  Айгунского трактату[4]; територія між річками Уссурі, Сунгача,  озером Ханка з одного боку і берегом  Татарської протоки і  Японського моря з іншого.

## Краї Російської Федерації
Російська Федерація складається з 83  суб'єктів, 9 з них називаються краями:
1. Алтайський край (Барнаул)
2. Камчатський край (Петропавловськ-Камчатський)
3. Хабаровський край (Хабаровськ)
4. Краснодарський край (Краснодар)
5. Красноярський край (Красноярськ)
6. Пермський край (Перм)
7. Приморський край (Владивосток)
8. Ставропольський край (Ставрополь)
9. Забайкальський край (Чита)

Станом на 2020 рік юридична відмінність між краєм і областю відсутня. В Радянському Союзі (відповідно до Конституції СРСР 1977 р., гл. 11) така відмінність існувала: автономна область могла входити до складу  союзної республіки  або краю, але не області. Цікаво, що практично всі краї (виключаючи Пермський і Ставропольський) межують з іншими державами або з морем.

## Укрупнення регіонів і перетворення областей в краї
Новий Пермський край утворений 1 грудня 2005 на підставі Федерального конституційного закону від 25 березня 2004 № 1-ФКЗ в результаті злиття  Пермської області з  Комі-Перм'яцьким автономним округом.
Красноярський край як новий суб'єкт РФ утворений 1 січня 2007 на підставі Федерального конституційного закону від 14 жовтня 2005 № 6 -ФКЗ в результаті злиття  Красноярського краю з  Таймирським (Долгано-Ненецьким) і  Евенкійським  автономними округами.
Новий Камчатський край утворений 1 липня 2007 на підставі Федерального конституційного закону від 12 липня 2006 № 2-ФКЗ в результаті злиття  Камчатської області з  Коряцьким автономним округом.
Новий Забайкальський край утворений 1 березня 2008 на підставі Федерального конституційного закону від 21 липня 2007 № 5-ФКЗ в результаті злиття  Читинської області з  Агінським Бурятським автономним округом.
Останнім часом в Росії є тенденція до укрупнення регіонів, наприклад з області та автономного округу найчастіше утворюється єдиний край.